# Nematistius pectoralis

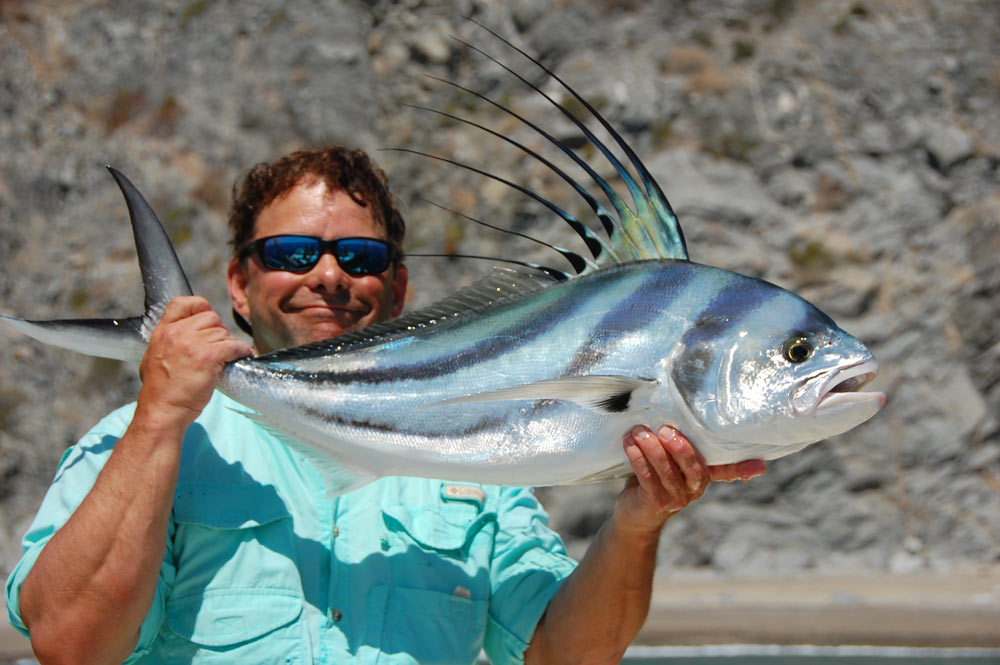
Pesca deportiva.

El papagallo, en algunos sitios llamado peje gallo (Ecuador) o peje pluma (Perú), es la especie Nematistius pectoralis, la única del género Nematistius, el cual a su vez es el único de la familia Nematistiidae, una familia de peces marinos incluida en el orden Perciformes.
Su nombre procede del griego nematos que significa filamentos, debido a los largos radios de su aleta dorsal.

## Hábitat natural
Viven en mares de aguas tropicales, por toda la costa este del océano Pacífico desde California hasta el Perú, incluidas las islas Galápagos. Habita en zonas costeras poco profundas.

## Morfología
Tienen el cuerpo comprimido con unas escamas pequeñas, la línea lateral tiene unas 120 escamas en series irregulares.
La aleta dorsal es característicamente larga y espinada, con siete espinas largísimas normalmente descansando en un surco, mientras que la segunda aleta dorsal tiene una única espina y de 25 a 28 radios blandos; la aleta anal con una espina y unos 16 radios blandos.

## Comportamiento
Los juveniles se producen y crecen en charcas de mares; los adultos viven cerca de la playa pegados al fondo marino, frecuenta playas de arena a lo largo de la costa.

## Utilización
Este pez no es particularmente codiciado para su consumo humano, a excepción de algunos pequeños pescadores. En cambio, es muy buscado para la práctica de la pesca deportiva, dada si fortaleza y rapidez.  Se comercializa fresco en mercados locales cercanos a su lugar de pesca.